# Sveta Ana (Szentgyörgyvár)
Sveta Ana falu Horvátországban Kapronca-Kőrös megyében. Közigazgatásilag Szentgyörgyvárhoz tartozik.

## Fekvése
Szentgyörgyvártól 8 km-re délnyugatra a Bilo-hegységben a Svetojančan-patak északi fekvésű völgyében fekszik.

## Története
1857-ben 236, 1910-ben 289 lakosa volt. Trianonig Belovár-Kőrös vármegye Szentgyörgyi járásához tartozott. 2001-ben 128 lakosa volt.

## Nevezetességei
A Svetojančan-patakon működő vízimalma.

## Külső hivatkozások
A község hivatalos oldala